# Rorke's Drift (jeu vidéo)
Rorke’s Drift est un jeu vidéo de type wargame conçu par Edward Grabowski et publié par Impressions Games en 1990 sur IBM PC, Amiga et Atari ST. Le jeu simule la bataille de Rorke's Drift pendant la guerre anglo-zouloue. Le jeu se déroule en deux phases : d’abord une phase dans laquelle le joueur peut donner des ordres à ses troupes. Ensuite une phase de combat lors de laquelle ses ordres sont exécutés.

## Trame
Rorke’s Drift se déroule pendant la guerre anglo-zouloue et retrace la bataille de Rorke's Drift qui fait suite à la bataille d'Isandhlwana lors de laquelle six compagnies de l’armée britanniques sont anéanties par une armée de 20 000 zoulous le 22 janvier 1879. Des soldats britanniques, au nombre de 137, se retranchent alors dans une ferme et tentent de résister à l’attaque de 4 000 zoulous, les 22 et 23 janvier 1879. 

## Système de jeu

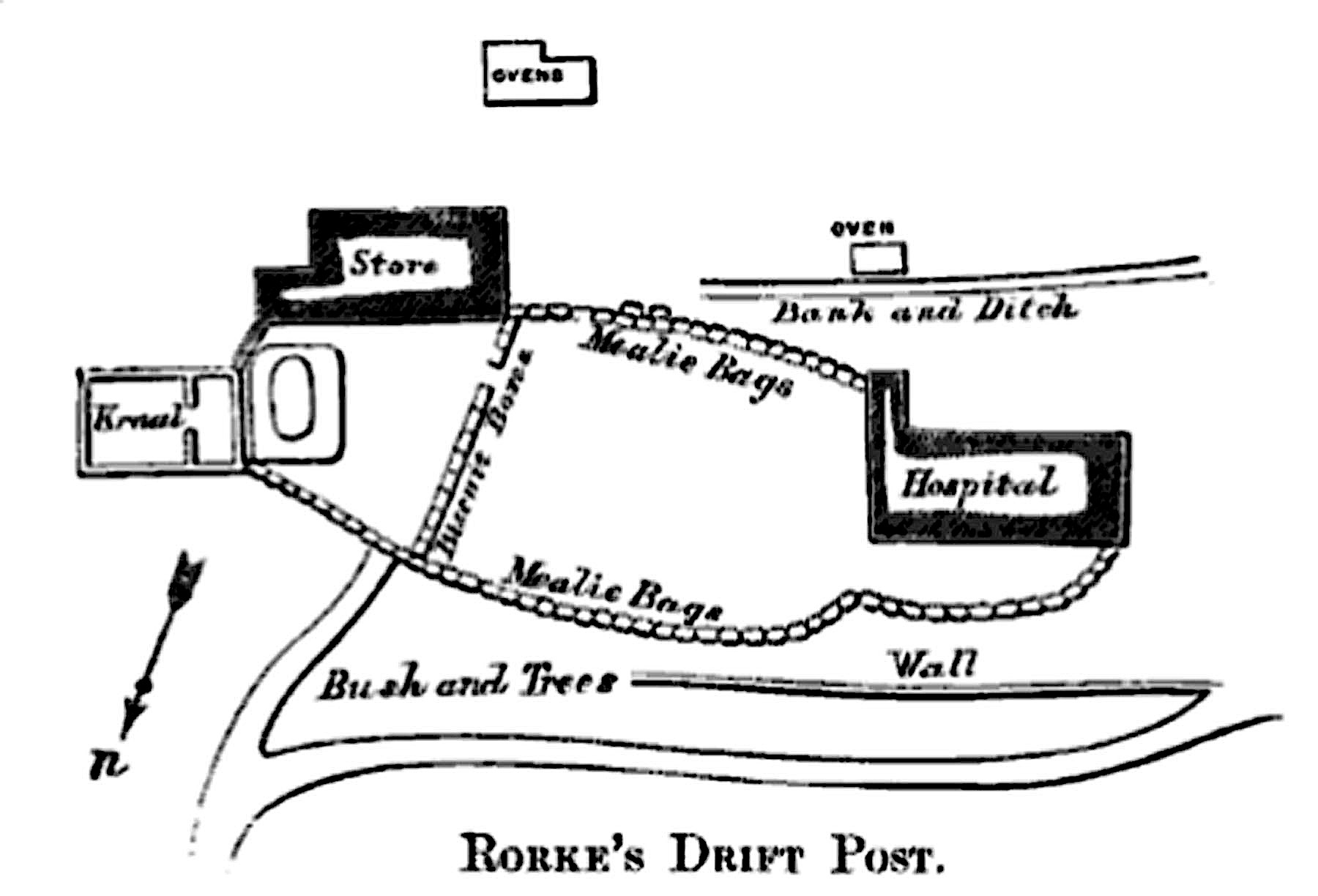
Plan vu du dessus de la bataille de Rorke's Drift. Une carte, dans le jeu, donne une vue similaire.

Rorke’s Drift est un wargame qui simule, à l’échelle tactique, la bataille de Rorke's Drift qui oppose 137 soldats britanniques à une armée de 4 000 zoulous,. Le joueur prend le contrôle des forces britanniques une heure avant le début de l’attaque et doit donc, dans un premier temps, positionner ses troupes. Le jeu est divisé en deux phases : une phase d’ordre et une phase de combat. Au cours de la première, le joueur donne des ordres à chacun de ses soldats par l’intermédiaire d’un menu. Il peut ainsi définir leur position de tir, leurs déplacements et leurs attaques parmi plusieurs catégories. Chaque soldat a ses propres caractéristiques qui influent sur sa précision au tir mais aussi sur ses chances dans un combat au corps à corps. Les ordres sont donnés individuellement mais une fonction permet de répercuter un ordre sur plusieurs soldats. Après avoir donné ses instructions, le joueur peut décider de basculer dans la phase de combat. Lors de celle-ci, les soldats suivent les ordres jusqu’à les avoir compléter ou jusqu’à ce que le joueur décide d’interrompre les combats pour donner de nouvelles instructions. L’objectif du joueur est simple : son commandant doit simplement survivre jusqu’à la fin de la journée.

## Développement
Rorke’s Drift est conçu et programmé par Edward Grabowski. Passionné de jeu de figurines, celui-ci décide à l’automne 1989 de créer un moteur de jeu capable de recréer sur ordinateur de grandes batailles historiques, comme il est possible de le faire dans un jeu de plateau. Il juge néanmoins que le système au tour par tour des jeux de ce type ne permet pas de retranscrire le défi que pose le commandement simultané de milliers de troupes, et il décide donc de permettre au joueur de commander ses troupes en temps réel. Considérant que l’un des intérêts des jeux de figurines réside dans le visuel des unités, il décide de plus de donner aux unités du jeu un aspect visuel attrayant, notamment en les animant. Plutôt que de faire preuve de prudence et de développer ce programme pendant son temps libre, il choisit de quitter son travail d’analyste informatique pour se consacrer à son projet.
Pour programmer son moteur de jeu, il choisit d’utiliser un mixte de langage C et d’assembleur. Il code ainsi les différentes routines en C, avant d’en retranscrire certaines en assembleur afin de rendre le programme plus rapide. Il parvient ainsi à faire fonctionner de manière satisfaisante son jeu sur un IBM PC de 20MHz, avant de découvrir qu’une machine plus puissante rend le jeu injouable en exécutant le programme bien trop rapidement. Pour régler ce problème, il décide donc d’introduire une option permettant de réduire la vitesse du jeu afin de laisser au joueur le temps de manœuvrer ses troupes et de réfléchir à une stratégie. 
Pour l’aspect visuel du jeu, il souhaite utiliser une perspective donnant l’impression d’un champ de bataille en trois dimensions. Il élimine en effet une vue du dessus classique qui ne permet pas de visualiser les uniformes des troupes, qu’il considère comme un des intérêts des jeux de figurines. Son choix se porte donc finalement sur une vue en 3D isométrique. Notant qu’une telle vue ne permet pas au joueur de visualiser une unité se trouvant derrière un arbre ou un bâtiment, il décide de permettre au joueur de visualiser le champ de bataille du point de vue de son adversaire, et doit donc dessiner les graphismes du jeu suivant deux points de vue.

## Accueil
| Rorke’s Drift     |      |       |
| Média             | Pays | Notes |
| ACE               | RU   | 70 %  |
| Amiga Computing   | RU   | 80 %  |
| Amiga Format      | RU   | 62 %  |
| CU Amiga          | RU   | 84 %  |
| Joystick          | FR   | 65 %  |
| The Games Machine | RU   | 34 %  |
| Your Amiga        | RU   | 80 %  |

À sa sortie, Rorke’s Drift fait l’objet de critiques très mitigés dans la presse spécialisée. En effet, si celle-ci est unanime concernant ses graphismes, de nombreux journalistes émettent des réserves concernant ses effets sonores, son interface et, plus globalement, son gameplay. 
Concernant la version Atari ST, la journaliste Laurence Scotford, du magazine ACE, juge ainsi que ses graphismes et sa présentation sont plutôt réussis. Elle estime en revanche que ce n’est pas le cas de ses effets sonores qui  se résument, d’après elle, à un « bourdonnement ennuyeux » auquel le joueur à immédiatement envie de mettre fin. Plus globalement, elle considère que « la vitesse et la réactivité du jeu sont un peu décevantes » mais qu’il reste « malgré tout jouable ». 
Concernant la version Amiga du jeu, la journaliste Lucinda Orr du magazine Amiga Computing estime que la présentation du jeu est « excellente » et le rend « facile d’accès », sans que ce soit au détriment du niveau de détail de la simulation, qui parvient à retranscrire les sensations et la philosophie d’un jeu de figurines sur ordinateur. Les graphismes de cette version sont également jugé « corrects » par Tony Dillon, du magazine CU Amiga, qui met en avant ses « dessins de grande taille, colorés et bien animés ». Il juge également que le jeu offre une « très bonne jouabilité » tout en regrettant qu’il manque de réalisme historique et d’explication sur le contexte de l’attaque. Toujours concernant la version Amiga, le journaliste Andy Smith du magazine Amiga Format est beaucoup moins enthousiaste. Pour lui, les effets sonores sont en effet à oublier, avec simplement un extrait de Men of Harlech au début du jeu. S’il considère que ses graphismes sont « bien meilleurs », avec une perspective isométrique et des personnages bien réalisés, il regrette tout de même le manque de fluidité des animations. C’est cependant concernant le gameplay du jeu qu’il est le plus sévère. Il  explique en effet qu’Impressions Games s’est appliqué à rester fidèle aux jeux de figurines dont il s’inspire mais que cela n’est pas toujours à son avantage. Il juge en effet que son système de commandes est « lourd et peu pratique », ce qui le rend « très frustrant » et « inutilement fastidieux ». Il estime donc que pour le joueur moyen, le jeu révèle plus d’une corvée que d’un plaisirs, avant de conclure qu’il est plutôt destiné aux fans de jeux de figurines ou de wargames. 
Dans son test des versions Atari ST et Amiga, le journaliste de The Games Machine est encore plus critique et considère que le jeu est « un échec » du fait de nombreux défaut. Il cite tout d’abord la pauvreté de son manuel, où il constate l’absence d’explications sur certaines commandes ou sur les tactiques utilisées à l’époque. Il note également que l’interface du jeu est dépourvu de certaines fonctionnalité importante en expliquant par exemple qu’il n’est pas possible de faire défiler l’écran pendant les phases d’ordre mais seulement lors des phases de bataille. Il ajoute finalement que le jeu est très lent, aussi bien sur Amiga que sur Atari ST, avant de conclure que malgré son aspect visuel « agréable », le jeu souffre de trop nombreux défaut de conception pour être recommandé.
Enfin, concernant la version IBM PC, le journaliste de Joystick salue les graphismes du jeu en expliquant que, contrairement à la plupart des wargames, il propose des dessins « dignes de ce nom ». Il regrette en revanche que le jeu soit terni par la lenteur de ses animations, notamment lors des défilements de l’écran, et par des à-coups lorsque le joueur déplace le curseur de la souris. 

## Postérité
Rorke’s Drift initie une série de wargames publiés par Impressions Games et partageant le même moteur de jeu. Généralement désignée sous le titre de « série Miniatures », elle est composée de wargames qui se focalisent sur un affrontement historique individuel plutôt que sur une campagne, qui utilisent des règles simplifiées et qui ressemblent plus à des jeux de figurines qu’a des wargames classiques. Outre Rorke’s Drift, la série inclut notamment les jeux Fort Apache (1990), The Charge of the Light Brigade (1991), Cohort (1991) et Cohort 2 (1993),.